# Teleset
Teleset es una productora televisiva colombiana. Es propiedad de Sony Pictures Televisión, localizada en Bogotá, Colombia. Produce una gran variedad de programación en español para todas las audiencias en Latinoamérica y el mercado hispano de Estados Unidos.
El portafolio de Teleset contiene telenovelas populares como La Baby Sister, El inútil, Amor en custodia, Tres milagros. Trabajando de la mano con SPT, Teleset ha sido pionera en el género de la teleserie con programas como Rosario Tijeras, La prepago, Metástasis, Niñas mal, Popland, Lady, La vendedora de rosas, La reina del Flow, El mariachi, En la boca del lobo, La Gloria de Lucho, entre otros. En la parte de entretenimiento, Teleset ha producido las versiones colombianas de formatos reconocidos mundialmente como ¿Quién quiere ser millonario?, Expedición Robinson, Factor X, Popstars, Colombia tiene talento, entre otros.

## Historia
Teleset fue fundado en 1995 por José Antonio de Brigard, y es uno de los productores televisivos independientes más grandes de Colombia. El 29 de enero de 2009, Sony Pictures Television adquirió la participación de Teleset.
El 1 de abril de 2009, Sony Pictures Television ha consolidado Teleset a las empresas estadounidenses como televisión internacional, bajo licencia de SPT, a la vez como: 2waytraffic, Embassy Row, Starling, y Lean-M. Sony Pictures Television bajo la dirección de ventas internacionales, tiene acuerdos de producción para Caracol Television y RCN Televisión en Colombia; Telemundo, Univision y su canal UniMás en Estados Unidos; Televisa, TV Azteca y Imagen Televisión en México; MTV Networks Latín América, HBO Latinoamérica, Netflix, Amazon Prime Video y Mediapro en Latinoamérica; entre otras empresas a nivel panregional.

## Producciones
Algunas de las producciones de la compañía son:

### 1995 - 1999
- Ordoñese de la Risa
- Las Marías
- La invencible mujer piraña

### 1999 - 2009
| # | Año  | Producción                 | Género     | Productor ejecutivo                                  | Canal              |
| - | ---- | -------------------------- | ---------- | ---------------------------------------------------- | ------------------ |
|   | 1999 | Rosas al atardecer         | Serie      | Andrés Posada                                        | Caracol Televisión |
|   | 2000 | La baby sister             | Telenovela | Andrés Posada                                        | Caracol Televisión |
|   | 2001 | El inútil                  | Telenovela | Andrés Marroquín                                     | RCN Televisión     |
|   | 2003 | El auténtico Rodrigo Leal  | Telenovela | Manuel Peñaloza                                      | Caracol Televisión |
|   | 2004 | Al ritmo de tu corazón     | Telenovela | Israel Sánchez                                       | RCN Televisión     |
|   | 2005 | Juegos prohibidos          | Telenovela | Leonardo Barón                                       | RCN Televisión     |
|   | 2006 | ¿De qué tamaño es tu amor? | Telenovela | Juan Pablo Posada                                    | RCN Televisión     |
|   | 2007 | Marido a sueldo            | Telenovela | Leonardo Barón                                       | RCN Televisión     |
|   | 2008 | Los protegidos             | Telenovela | Leonardo Barón                                       | RCN Televisión     |
|   | 2009 | El fantasma del Gran Hotel | Telenovela | Leonardo Barón                                       | RCN Televisión     |
|   | 2009 | Amor en custodia           | Telenovela | Luis Eduardo Jiménez                                 | RCN Televisión     |
|   | 2009 | Isa TK+                    | Telenovela | - Carlos Lamus - Marlon Quintero - Frank Scheuermann | Nick               |

### 2010 - 2021
| # | Año  | Producción                  | Género               | Productor ejecutivo                                           | Canal                         |
| - | ---- | --------------------------- | -------------------- | ------------------------------------------------------------- | ----------------------------- |
|   | 2010 | Rosario Tijeras             | Telenovela           | Angela Pulido Serrano                                         | RCN Televisión                |
|   | 2010 | Niñas mal                   | Telenovela           | - Fernando Gastón - Marlon Quintero                           | MTV                           |
|   | 2011 | Tres Milagros               | Telenovela           | Frank Scheuermann                                             | RCN Televisión                |
|   | 2011 | Popland!                    | Telenovela           | Eduardo Lebrija                                               | MTV                           |
|   | 2011 | Doctor S.O.S.               | Adaptación de Dr. Oz | Sony Pictures Television                                      | RCN Televisión                |
|   | 2012 | Mamá también                | Telenovela           | Agustín Restrepo                                              | RCN Televisión                |
|   | 2012 | Corazones blindados         | Telenovela           | Leonardo Barón                                                | RCN Televisión                |
|   | 2012 | Las santísimas              | Telenovela           | Toni Navia                                                    | MundoFOX                      |
|   | 2013 | La prepago                  | Telenovela           | Juan Pablo Posada                                             | RCN Televisión                |
|   | 2013 | Metástasis                  | Serie                | - Angélica Guerra - Andrea Marulanda - Juan Pablo Posada      | - Caracol Televisión - UniMás |
|   | 2014 | Contra el destino           | Telenovela           | Luis Eduardo Jiménez                                          | RCN Televisión                |
|   | 2014 | En la boca del lobo         | Telenovela           | Amparo Gutiérrez                                              | - UniMás - RCN Televisión     |
|   | 2015 | Lady, la vendedora de rosas | Serie                | - Angélica Guerra - Andrea Marulanda - Juan Pablo Posada      | RCN Televisión                |
|   | 2015 | Anónima                     | Serie                | Agustín Restrepo                                              | RCN Televisión                |
|   | 2016 | Bloque de búsqueda          | Serie                | Angélica Guerra                                               | - UniMás - RCN Televisión     |
|   | 2017 | El Comandante               | Serie                | - Luis Eduardo Jiménez - Andrea Marulanda - Juan Pablo Posada | RCN Televisión                |
|   | 2018 | Paraíso Travel              | Serie                | Angélica Guerra                                               | RCN Televisión                |
|   | 2018 | Manual para ser feliz       | Telenovela           | Agustín Restrepo                                              | RCN Televisión                |
|   | 2018 | La Reina del Flow           | Telenovela           | - Luis Eduardo Jiménez - Ana Bond                             | Caracol Televisión            |
|   | 2019 | La gloria de Lucho          | Telenovela           | Yalile Giordanelli                                            | Caracol Televisión            |
|   | 2021 | La Reina del Flow 2         | Telenovela           | Juana Uribe Ana Bond                                          | Caracol Televisión            |

### Acuerdo de producción entreCaracol Televisióny Teleset
Con el fin de fortalecer el inventario de producciones, el liderazgo del canal y mantener el perfil de las dos compañías con los más altos estándares de calidad y con múltiples ofertas televisivas . Caracol Television y Teleset establecieron un acuerdo de producción para la realización de formatos televisivos como telenovelas, seriados, realities desde 2016, culminando el acuerdo de exclusividad que tenían Teleset y RCN Televisión. Anteriormente Caracol y Teleset habían trabajado conjuntamente en la producción de La baby sister, El auténtico Rodrigo Leal, Expedición Róbinson, ¿Quién quiere ser millonario? y Metástasis. Con este nuevo acuerdo de producción se han generado:
| #  | Año  | Producción          | Tipo de producción | Productor                                              | Televisora         |
| -- | ---- | ------------------- | ------------------ | ------------------------------------------------------ | ------------------ |
| 01 | 2016 | Que camello         | Reality            | Mariana Ferrer                                         | Caracol Televisión |
| 02 | 2017 | La gloria de Lucho  | Telenovela         | Angélica Guerra Juan Pablo Posada                      | Caracol Televisión |
| 03 | 2018 | La reina del flow   | Telenovela         | Angélica Guerra Luis Eduardo Jiménez Juan Pablo Posada | Caracol Televisión |
| 04 | 2018 | Enamorandonos       | Reality            | Mariana Ferrer Nicolás Katime                          | Caracol Televisión |
| 05 | 2021 | La reina del flow 2 | Telenovela         | Juana Uribe Ana Bond                                   | Caracol Televisión |

## Teleset México/Estados Unidos
Sony Pictures Television empieza a operar, el año 2014, una filial en México con el nombre legal de Teleset México S. de RL, de CV, con el objetivo de promover y producir series y telenovelas en la región mexicana. Su primera producción en emisión, fue El Mariachi, emitida por el canal de televisión por cable latinoamericano, AXN.
| #  | Año  | Telenovela                | Escritor                              | Director                            | Productor                      | Televisora        |
| -- | ---- | ------------------------- | ------------------------------------- | ----------------------------------- | ------------------------------ | ----------------- |
| 01 | 2014 | El mariachi               | Lina Uribe Darío Venegas              | Salvador Cartas Mauricio Cruz       | Gabriela Valentán Daniel Ucrós | Canal AXN         |
| 02 | 2014 | Señorita Pólvora          | Andrés Montoya Ana María Londoño      | Salvador Cartas Mauricio Cruz       | Gabriela Valentán Daniel Ucrós | Televisa          |
| 03 | 2015 | El Dandy                  | Rodrigo Ordóñez Larissa Andrade       | Salvador Cartas Mauricio Cruz       | Gabriela Valentán Daniel Ucrós | Televisa          |
| 04 | 2015 | La querida del Centauro   | Lina Uribe Darío Venegas              | Mauricio Cruz Javier Solar          | Gabriela Valentán Daniel Ucrós | Telemundo         |
| 05 | 2016 | Blue Demon                | Carlos Algara Alejandro Martínez      | Mauricio Cruz Javier Solar          | Ximena Cantuarias Daniel Ucrós | Televisa          |
| 06 | 2016 | Rosario Tijeras           | Adriana Pelusi Carlos Quintanilla     | Salvador Cartas Alejandro Lozano    | Ximena Cantuarias Daniel Ucrós | TV Azteca         |
| 07 | 2017 | La querida del Centauro 2 | Lina Uribe Darío Venegas              | Mauricio Cruz Rodrigo Ugalde        | Andrés Santamaría              | Telemundo         |
| 08 | 2017 | Paquita la del barrio     | Larissa Andrade Fernanda Eguiarte     | Javier Solar Camilo Vega            | Marcel Ferrer                  | Imagen Televisión |
| 09 | 2017 | Falsos falsificados       | Guillermo Salmerón Silvina Olschansky | Salvador Cartas                     | Salvador Montes                | Televisa          |
| 10 | 2017 | La bandida                | Adriana Pelusi Carlos Quintanilla     | Mauricio Cruz Rodrigo Ugalde        | Andrés Santamaría              | TV Azteca         |
| 11 | 2018 | Atrapada                  | Joaquín Górriz Roberto Jiménez        | Javier Solar Salvador Espinosa      | Marcel Ferrer                  | Imagen Televisión |
| 12 | 2018 | Tres Milagros             | César Gándara Gibrán Portela          | Camilo Vega Carlos Bolado           | Harold Sánchez                 | TV Azteca         |
| 13 | 2018 | Rosario Tijeras 2         | Lina Arboleda Pedro Miguel Rozo       | Salvador Cartas Bonnie Cartas       | Karina Blanco                  | TV Azteca         |
| 14 | 2018 | María Magdalena           | Lina Uribe Darío Venegas              | Felipe Cano Rodrigo Lalinde         | Daniel Ucrós                   | TV Azteca         |
| 15 | 2018 | La Guzmán                 | Fernanda Eguiarte Larissa Andrade     | Camilo Vega Mauricio Cruz           | Andrés Santamaría              | Imagen Televisión |
| 16 | 2019 | El Barón                  | Jörg Hiller Carolina Barrera          | Danny Gavidia Rodrigo Triana        | Silvia Durán                   | Telemundo         |
| 17 | 2019 | La reina soy yo           | Fernanda Eguiarte Larissa Andrade     | Rodrigo Ugalde Fernando Urdapilleta | Harold Sánchez                 | Televisa          |
| 18 | 2019 | Rosario Tijeras 3         | Lina Arboleda Pedro Miguel Rozo       | Rolando Ocampo Rodrigo Lalinde      | Karina Blanco                  | TV Azteca         |
| 19 | 2019 | Los elegidos              | Rodrigo Ordóñez Fernando Abrego       | Carlos Sariñana Bonnie Cartas       | Andrés Santamaría              | Televisa          |

También ha producido versiones locales de las siguientes series extranjeras:
| Series Extranjeras             | Versión Colombiana            |
| ------------------------------ | ----------------------------- |
| Hole in the Wall               | Duro contra el muro           |
| Breaking Bad                   | Metástasis                    |
| Amor en custodia               | Amor en Custodia              |
| Dancing with the Stars         | Bailando por un Sueño         |
| PokerFace                      | El Jugador                    |
| Popstars                       | Popstars Colombia             |
| Survivor                       | Expedición Róbinson           |
| Who Wants to be a Millionaire? | ¿Quién quiere ser millonario? |
| The X Factor                   | El Factor X                   |
| Kluv Hazahav                   | Escape perfecto               |